# Steindachnerina conspersa
 Steindachnerina conspersa és una espècie de peix de la família dels curimàtids i de l'ordre dels caraciformes.

## Morfologia
- Els mascles poden assolir 12,8 cm de llargària total.[5]

## Hàbitat
Viu en zones de clima temperat.

## Distribució geogràfica
Es troba a Sud-amèrica: conca del riu Paraguai.